# Estación Central (estación del Metro de Santiago)
Estación Central es una estación ferroviaria que forma parte de la red del Metro de Santiago de Chile. Se encuentra subterránea, entre las estaciones Universidad de Santiago y Unión Latinoamericana de la línea 1. Se ubica en la intersección de Avenida Matucana con la Alameda del Libertador Bernardo O'Higgins a la altura del 3300, en la comuna de Estación Central.

## Características y entorno
Presenta un alto flujo de pasajeros, pues esta estación se ubica junto a la Estación Central de Ferrocarriles. Esta estación, por lo tanto, sirve de estación de transbordo con los servicios ferroviarios Tren Nos-Estación Central, Tren Rancagua-Estación Central y Tren Chillán-Estación Central.  
En su ala poniente, la Estación Central alberga el Terminal de Buses San Borja, al cual llegan varias líneas de buses que llegan a la ciudad, entre los que destacan las líneas que conectan a Santiago de Chile con otras ciudades del oeste de la Región Metropolitana, como Talagante, Peñaflor y Melipilla. 
A todo este complejo de transportes se le suma el Paseo Arauco Estación, un centro comercial con gran variedad de locales, tiendas como París, Fashion's Park, Dijon, Homecenter Sodimac y Abcdin, además de cines y restaurantes. En su salida norte a unos pocos pasos se encuentra el frontis de la Universidad de Santiago de Chile. La estación posee una afluencia diaria promedio de 54 426 pasajeros.
El barrio en torno a la estación es un importante centro de actividad comercial, especialmente el Barrio Meiggs ubicado hacia el oriente. Hacia el norponiente de la estación se ubica el Planetario de la ciudad en terrenos de la Universidad de Santiago de Chile y hacia el poniente se ubica el Mall Plaza Alameda con un gran número de tiendas anclas, como La Polar, Falabella y Ripley.

### Proyectos a futuro
La Empresa de los Ferrocarriles del Estado tiene en proceso de construcción el Tren Melipilla-Estación Central, el cual tendrá andenes subterráneos en Estación Alameda. El proyecto considera el movimiento de 1 100 000 personas anualmente.
Con las obras y un nuevo flujo de pasajeros, Metro de Santiago ha licitado en julio de 2023 y agosto de 2024 estudios de ingeniería para la construcción de una nueva galería y mesanina de acceso para esta estación, al costado de calle Exposición.
El proyecto considera de manera referencial una profunda intervención en el sector de Plaza Argentina, incluyendo la incorporación de nuevos accesos, así como una escalera directa hacia los andenes del tren y un acceso adicional en el extremo suroriental. También se contempla la construcción de galerías que conectan diferentes áreas. Un nuevo puente mesanina se integra al diseño junto con dos trasandenes, conectando estas galerías con la mesanina y andenes existentes.

### Accesos
| Acceso | Intersección                       |
| ------ | ---------------------------------- |
| A      | Alameda con Av. Matucana           |
| B      | Alameda con Exposición             |
| C      | Alameda con San Francisco de Borja |
| D      | Estación Central                   |

## MetroArte

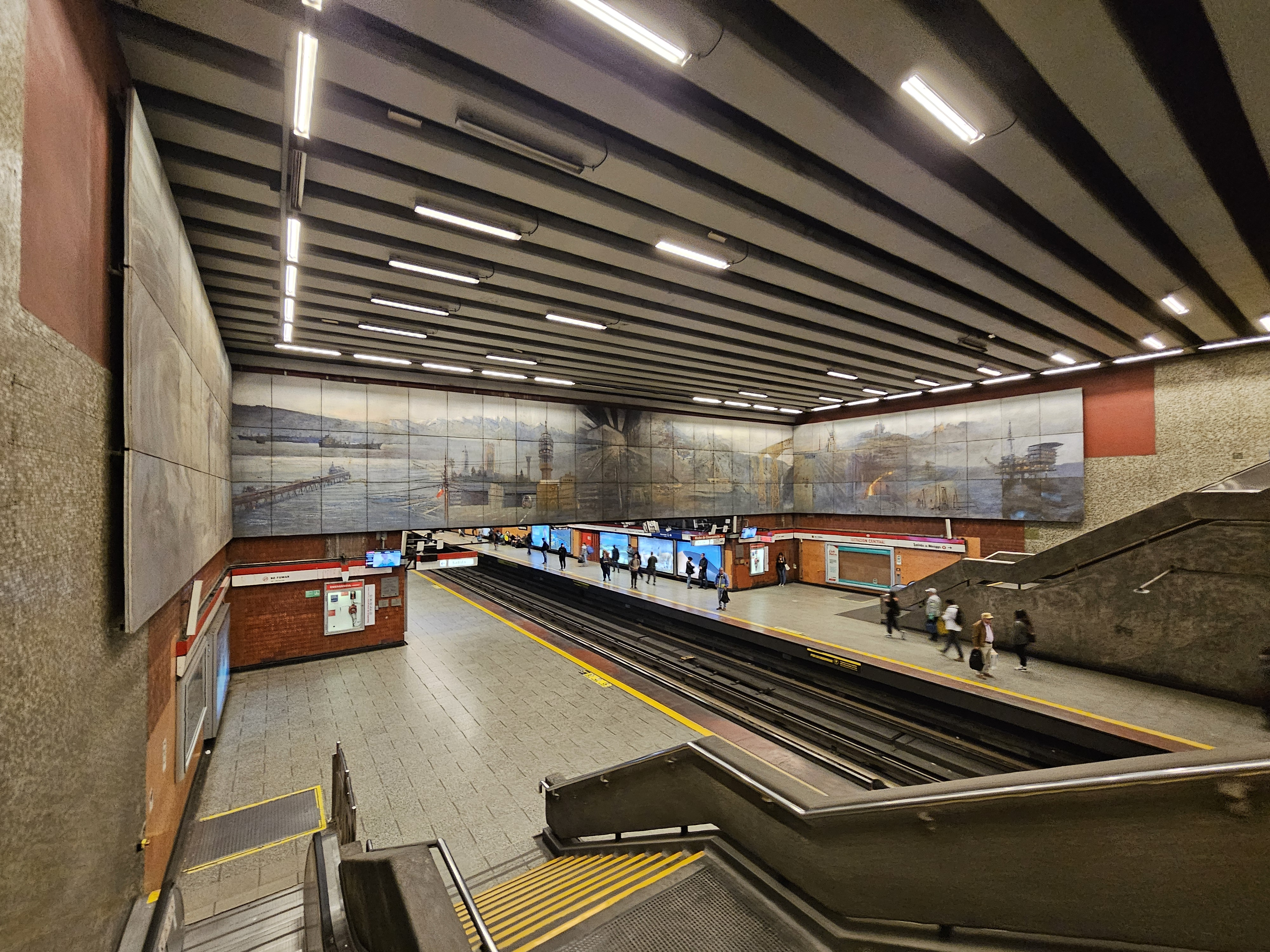
Mural de la Ingeniería Chilena

Estación Central cuenta con un proyecto de MetroArte en su interior. Alrededor de los andenes, se encuentra el Mural de la Ingeniería Chilena, obra del artista Roberto Geisse y el cual, como su nombre lo indica, representa en el lienzo varias infraestructuras que reflejan las obras realizadas por los ingenieros chilenos. Dentro del mural se pueden apreciar la mina Chuquicamata, la Torre Entel, el Viaducto del Malleco, entre otros.
El mural fue instalado en 2010 y la elección de los elementos de la obra fueron elegidos por una comisión creada por el Colegio de Ingenieros del país.

## Origen etimológico
El nombre se origina en la Estación Central de la ciudad. Esta enorme estructura de hierro, declarada Monumento Nacional, fue construida en 1885 por la compañía francesa Schneider et Cie. de Le Creusot, según un diseño del arquitecto de la misma nacionalidad, Gustave Eiffel.
Se simbolizaba anteriormente con la silueta de una locomotora, aludiendo al carácter de "estación de trenes" que posee el recinto aledaño.

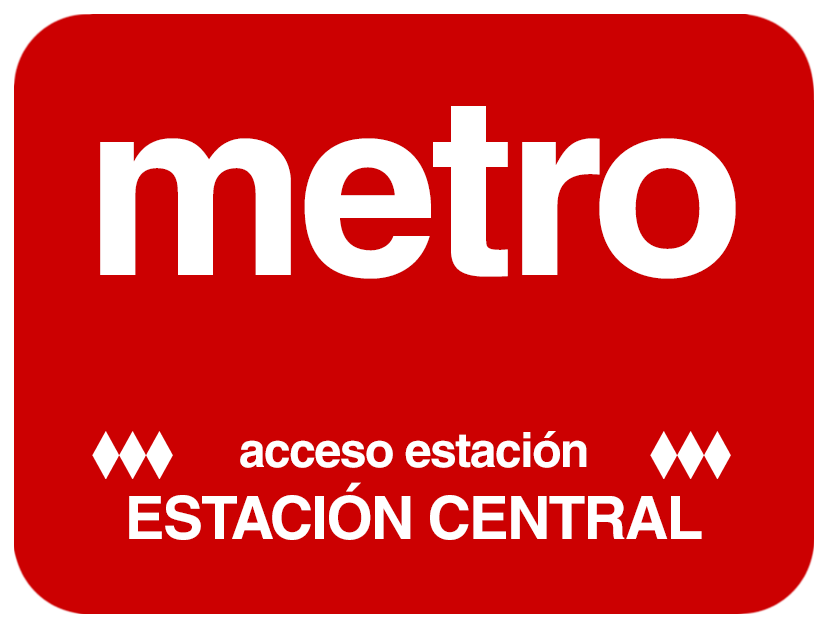
Letrero utilizado en los accesos a la estación hasta 1997.
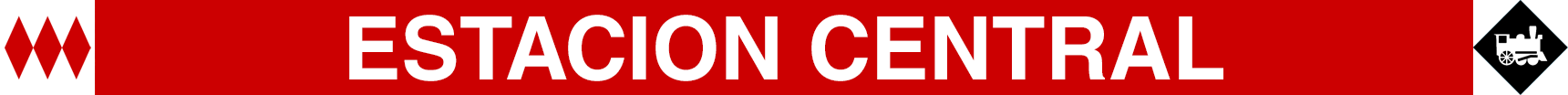
Cenefa antigua utilizada en los andenes.
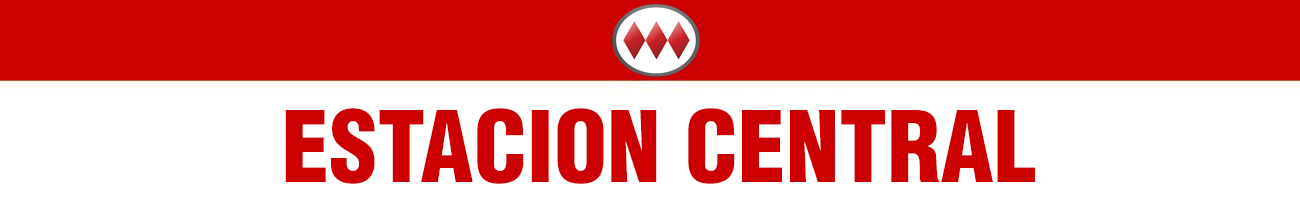
Cenefa utilizada actualmente en los andenes.
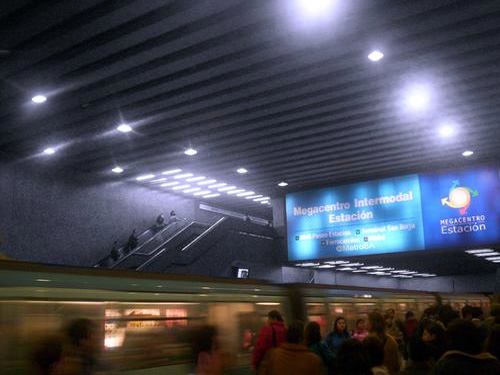
Tren Alstom NS-93 en la estación.
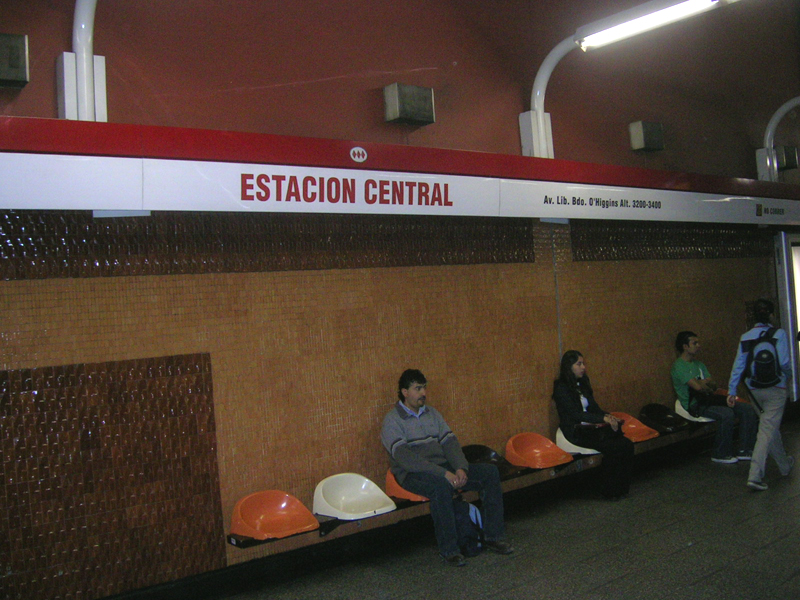
Nomenclador de la estación.
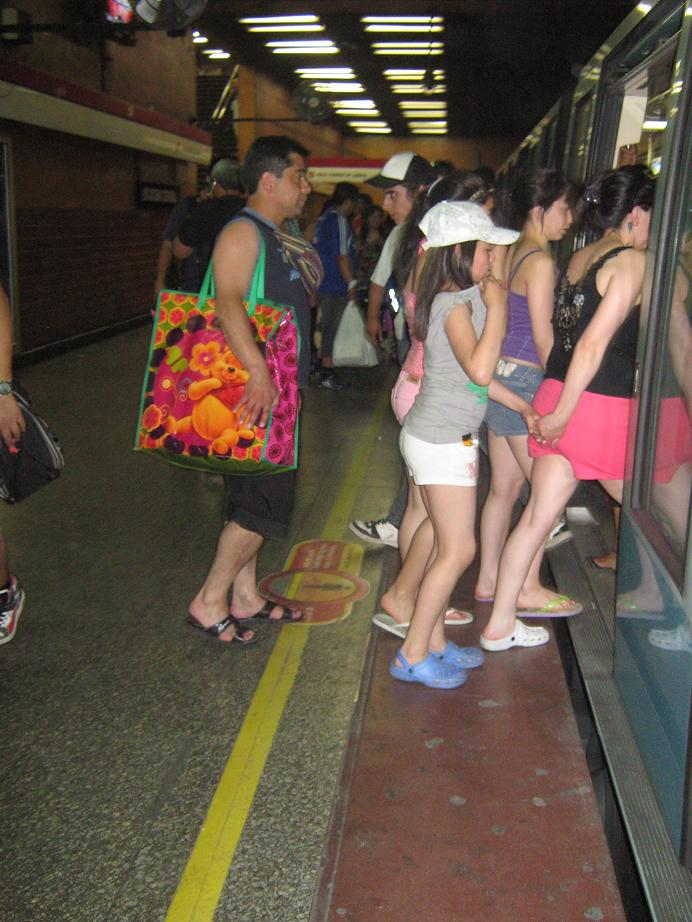
Personas abordando un tren.

## Conexión con Red Metropolitana de Movilidad
La estación posee 11 paraderos de la Red Metropolitana de Movilidad en sus alrededores, los cuales corresponden a:
| Paradero/ Código                            | Recorridos |
| ------------------------------------------- | --- |
| Parada 1 / Metro Estación Central (PA378)   | 406 (Pudahuel) - 422 (Población Teniente Merino) - 426 (Pudahuel) |
| Parada 2 / Metro Estación Central (PA16)    | 109 (Renca) - 210 (Estación Central) - 210e (Estación Central) - 210v (Estación Central) - 385 (Villa Francia) - 407 (Enea) - 412 (Enea) - 418 (Enea) - 507 (Enea) - 511 (Cerro Navia) - 513 (El Montijo) - B28 (Huamachuco) - J16 (Cerro Navia)                                 |
| Parada 3 / Metro Estación Central (PA367)   | 404 (El Descanso) - 424 (Pudahuel Sur) - 510 (Pudahuel Sur) - 516 (Pudahuel Sur) - I09 (Rinconada) - I09e (Rinconada) - I10n (Villa Los Héroes) - I14 (Mall Plaza Oeste) - I14n (Mall Plaza Oeste) - J10 (San Daniel) - J13 (El Montijo)                                         |
| Parada 4 / Metro Estación Central (PA368)   | 406 (Cantagallo) - 422 (La Reina) - 426 (La Dehesa) - 507 (Av. Grecia) - 510 (Río Claro) - 513 (José Arrieta) - J13 (Fin del recorrido) |
| Parada 5 / Metro Estación Central (PI169)   | 109 (Maipú) - 109n (Maipú) - 345 (Lo Espejo) - B26 (Fin del recorrido) |
| Parada 6 / Metro Estación Central (PI1814)  | 210 (Puente Alto) - 210e (Puente Alto) - 210v (Av. México) - 385 (Mall Florida Center) - 404 (Mapocho) - 419 (Plaza Italia) - 423 (Plaza Italia) - 424 (Metro Universidad de Chile) - 481 (Plaza Italia) - 511 (Peñalolén) - 516 (Las Parcelas) - I10n (Alameda) - I14n (Centro) |
| Parada 7 / Metro Estación Central (PI1813)  | 106 (Peñalolén) - 401 (Las Condes) - 405 (Cantagallo) - 407 (Las Condes) - 412 (La Reina) - 418 (Av. Tobalaba) - 421 (San Carlos de Apoquindo) - 432n (La Reina) - 541n (Colón)                                                                                                  |
| Parada 8 / Metro Estación Central (PI403)   | 106 (Nueva San Martín) - 401 (Maipú) - 405 (Maipú) - 419 (Villa Los Héroes) - 421 (Maipú) - 423 (Nueva San Martín) - 432n (Maipú) - 481 (Av. Portales) - 541n (El Tranque) |
| Parada 9 / Metro Estación Central (PI1075)  | 313e (Fin del recorrido / Quilicura) - I10 (Villa Los Héroes) - I17 (Villa Francia) |
| Parada 10 / Metro Estación Central (PA3)    | 109 (Maipú) - 109n (Maipú) - 345 (Lo Espejo) - 406 (Cantagallo) - 422 (La Reina) - 426 (La Dehesa) - 507 (Av. Grecia) - 513 (José Arrieta) - B26 (Metro Estación Central) |
| Parada 11 / Metro Estación Central (PI1812) | I09 (Metro Universidad de Chile) - I09e (Metro Universidad de Chile) - I14 (Estación Central) - I17 (Hospital San Juan de Dios) - J10 (Parque de Los Reyes) |